# Кралик, Матильда
Матильда Алоизия Кралик фон Мейрсвальден (нем. Mathilde Aloisia Kralik von Meyrswalden; 3 декабря 1857, Линц — 8 марта 1944) — австрийский композитор.

## Ранние годы
Матильда Кралик родилась в семье богемского стеклопромышленника Вильгельма Кралика фон Мейрсвальдена (1807—1877) из Элелоноренхайна. После смерти первой жены Анны Марии Пингак (1814—1850), он  28 мая 1851 года женился на Луизе Лобмейр (1832—1905). Матильда была четвертой из пяти детей от второго брака. Её брат, Рихард Кралик фон Мейрсвальдена — поэт, философ, историк и организатор в области искусства.
Кралик родилась в Линце, её первыми произведениями стали лирические поэмы и гимны, основанные на творчестве брата. В доме постоянно звучала музыка, так как Вильгельм Кралик играл на скрипке, а Луиза Кралик — на фортепианино. Благодаря этому дети не только знали классическую камерную музыку, но и струнные оркестровые произведения Гайдна, Моцарта и Бетховена. Родители рано распознали музыкальную одарённость дочери, а финансовое состояние отца позволило нанять для Матильды лучших музыкальных педагогов.
Кралик училась игре на фортепиано у своей матери, а позднее брала уроки у Антона Брукнера, Франца Кренна и Джулиуса Эпштейна. В 1876 году она выдержала вступительный экзамен в Консерваторию Общества друзей музыки, и учился в ней с 1876 по 1878 год. По окончании первого курса её Скерцо для фортепианного квинтета получило вторую премию Консерватории, а выпускная работа, Интермеццо из сюиты, заслужила первую премию. Кралик окончила консерваторию с серебряной медалью.

## Карьера
Произведения Кралик стали популярны на концертах в Австрии. С 19 апреля 1894 года по 19 апреля 1895 года её сочинения исполнялись Зале Брамса Музикферайн. В сезоне 1989/99 Квартет Дюсберга исполнял её Фортепианное трио Фа-мажор (1880). 12 января 1900 года на концерте, организованном Йозефом Венантиусом фон Вёсмои в Большом зале Музикферайн, было исполнено «Крещение Христа» Матидьды Кралик. Также исполнялась её «Рождественская кантата» для соло, хора и оркестра. 20 марта 1908 года в Зале Брамса прошёл концерт,  включавший четыре песни и арии из оперы-сказки Кралик Blume und Weißblume.
Матильда была избрана почётным президентом Ассоциации женских хоров Вены, членом Венского общества Баха, Союза австрийских композиторов (Österreichischer Komponistenbund), Ассоциации писателей и художников Вены (Vereins der Schriftsteller und Künstler Wiens) и Клуба венских музыкантов (Klubs der Wiener Musikerinnen).
В октябре 1905 года ее мать умерла в возрасте 74 лет. Смерти матери сильно повлияла на Кралик, ее работа застопорилась на полгода. С 1912 года и далее она жила в доме одна, пока вместе с Элис Скарлат (1882—1959) не сняла квартиру в Вене.
Опера Blume und Weißblume была впервые поставлена в 1910 году в Хагене (Вестфалия), в 1912 году её играли в Бельско. Популярность обеспечили не только этих два представления, но также исключительному вниманию прессы. Бывший монах-капуцин Никасиус Шуссер написал оперу Quo Vadis, в которой заимствовал 52 страницы из опервы Кралик нота в ноту. Матильда ответила через газеты, но судебный иск против Шуссер возбуждать не стала. После Первой мировой войны популярность Кралик снизились. Она умерла 8 марта 1944 года в Вене.

## Избранные сочинения

### Песни в сопровождении инструмента
Всего 20 сочинений, среди них:
- Herbstgefühl, на стихи Гёте, 1892
- Фантазия ми-минор (голос, фортепиано, скрипка) на стихи Курта Эриха Роттера aus Sterbende Träume, 1928

### Песни в сопровождении фортепиано
Всего 116 сочинений, среди них:
- Lauretanische Litanei, на стихи Рихарда Кралика, 1898
- Der Rosenkranz, на стихи Рихарда Кралика, 1898
- Die Liebesbrücke, Ballade, на стихи Рихарда Кралика, 1896
- Kaiserin Zita Lied, на стихи Генриха Риттера фон Турцански, 1918
- Vivat Österreich, на стихи Йозефа фон Айхендорффа, 1908
- Dragonerlied, на стихи Теодора Ленсторффа, 1914

### Оперы
- Blume und Weißblume, опера-сказка в 3 действиях. Либретто Рихарда Кралика по народной сказке Flos und Blankenflos. Постановки 13 октября 1910 года в городском театре Хагена (Вестфалия) и 29 октября 1912 года в Билитце (Силезия).
- Unter der Linde, лирическая опера в 1 акте. Либретто Рихарда Кралика. Опера не ставилась.
- Der heilige Gral, музыка к драматической поэме в 3 частях Рихарда Кралика. Премьера состоялась в 1912 году.

### Оратории
- Pfingstfeier, литургическая оратория на стихи П. В. Шмидта 1925/26
- Der heilige Leopold, на стихи Рихарда Кралика. Премьера состоялась в Клостернойбурге 10 декабря 1933 года.

### Оркестровые произведения
- Фестивальная увертюра соль мажор, январь 1897
- Фестивальная увертюра Karl der Große in Wien, июнь 1906

### Концерт для инструмента с оркестром
- Концерт для скрипки с оркестром ре-минор 1936/37

### Фортепиано
- Reigen, январь 1882
- Фортепианная соната фа-минор 1895
- Прелюдия, пассакалья и фугато
- Полонез
- Schubert-Huldigungsmarsch 1928. s'gibt nur a Schubert, Stadt – s' gibt nur a Wean

### Орган
- Интерлюдия
- Фестивальный марш, 1907
- Офферторий ми-мажор, 1907

### Вокальная музыка (а капелла)
Всего 23 сочинения, среди них:
- Der Geist der Liebe, на стихи Натали Герцогин фон Ольденбург, 1903
- Der Frühling zieht ein, музыка и стихи Матильды Кралик
- Frau Nachtigall, 1931

### Камерные произведения
- Соната (скрипка, фортепиано), 1878
- Трио (фортепиано, скрипка, виолончель), 1880
- Фантазия (фортепиано, виолончель), январь 1929
- Сонет (кларнет, фагот, рожок) 1912
- Немецкие танцы Восточной марки (2 кларнета, виолончель, альт) 1943

### Духовная музыка
Всего 25 сочинений, среди них:
- Месса си-бемоль-мажор (Introitus, Graduale, Offertorium, Communio), 1903
- Ave Maria, для женского хора, 1936
- Du sonnige wonnige Welt, (хор, солист, фортепиано) на стихи Ф. В. Вебера

### Кантаты
- Volkers Wacht (die Wacht an der Donau), фестивальная песня для солистов и хора на стихи Рихарда Кралика 1907/1908

### Мелодекламация (голос и фортепиано)
Всего 9 сочинения, среди них:
- Lukas, der Arzt, на стихи Рихарда Кралика, 1895
- Prinzesslein im Vierblattklee, на стихи Реймер-Айронсайда, июнь 1912
- Jean D'Arc's Todesweg, на стихи Алисы Фрайин фон Гауди, 1920